# Cantone di Fontaine-Sassenage
Il Cantone di Fontaine-Sassenage era una divisione amministrativa dell'arrondissement di Grenoble.
A seguito della riforma approvata con decreto del 18 febbraio 2014, che ha avuto attuazione dopo le elezioni dipartimentali del 2015, è stato soppresso.

## Composizione
Comprendeva i comuni di:
- Fontaine (parzialmente)
- Noyarey
- Sassenage
- Veurey-Voroize